# Mycodrosophila amabilis
Mycodrosophila amabilis är en tvåvingeart som först beskrevs av Meijere 1911.  Mycodrosophila amabilis ingår i släktet Mycodrosophila och familjen daggflugor. Inga underarter finns listade i Catalogue of Life.